# Cheaper by the Dozen

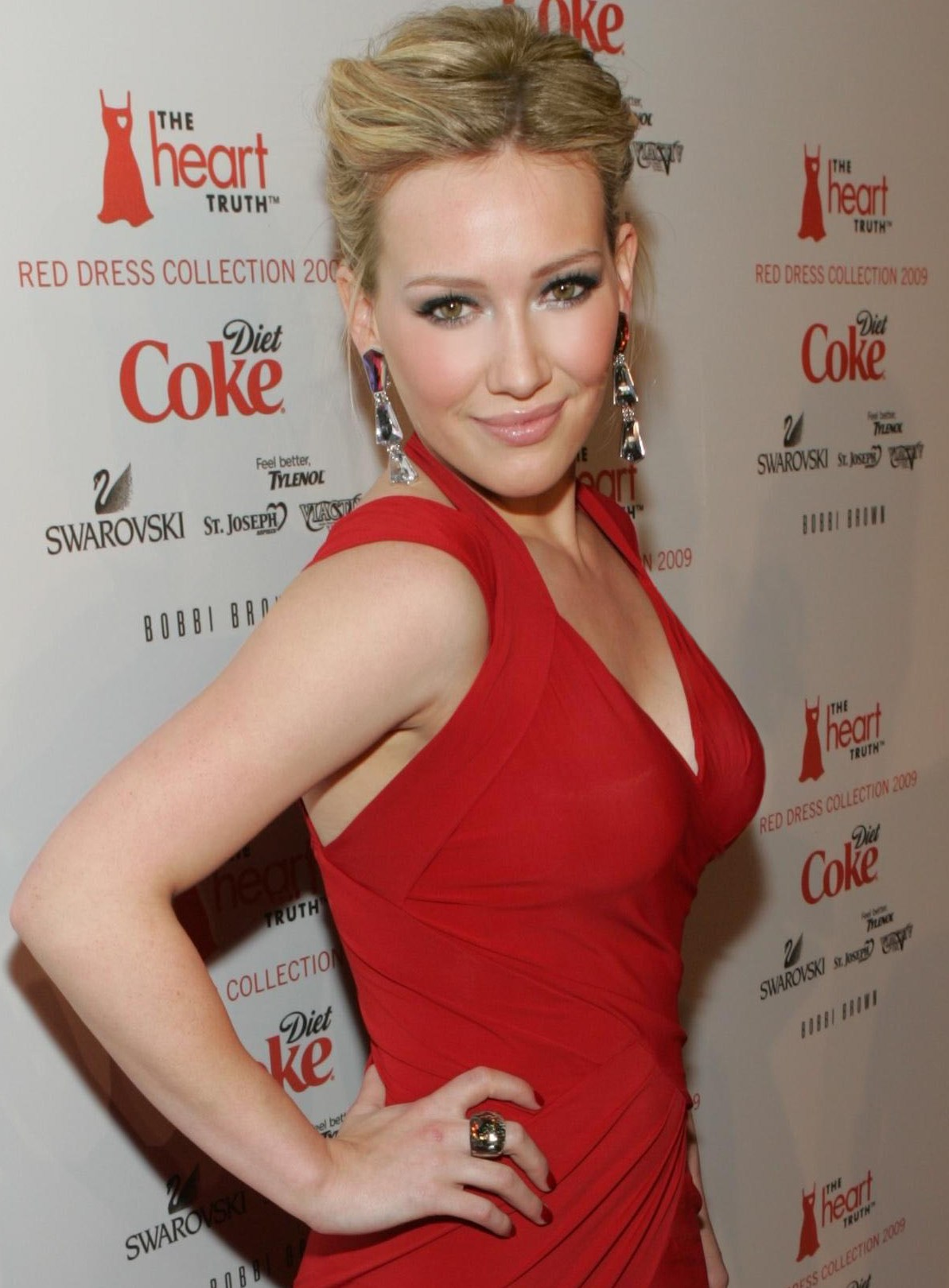
Retrat de Hilary Duff, protagonista de la pel·lícula.

Cheaper by the Dozen és una pel·lícula estatunidenca del 2003, dirigida per Shawn Levy i protagonitzada per Steve Martin i Bonnie Hurt. És una nova versió de la pel·lícula del mateix títol de 1950 que a Espanya va titular-se Trece por docena.

## Argument
En Tom (Steve Martin) i la Kate Baker (Bonnie Hunt) són pares de dotze fills. Quan ell rep una oferta de feina irresistible, la família es trasllada a Chicago. De mal grat, els dotze fills accepten, sense saber que quan la seva mare rebi l'oferta de publicar un llibre i viatjar a Nova York durant quinze dies hauran de quedar-se sota les ordres d'en Tom. Ara aquest pare de família ha de compaginar la seva vida familiar amb la laboral.

## Novel·la
La pel·lícula està basada en el relat semiautobiogràfic Cheaper by the Dozen, publicat el 1948 per Frank B. Gilbreth Jr. i Ernestine Gilbreth Carey, fills de Frank Bunker Gilbreth (1868-1924) i Lillian Moller Gilbreth (1878-1972). La novel·la ha estat reeditada i traduïda al català per Joaquim Mallafrè com a La dotzena, a més bon preu (Martorell: Adesiara, 2020).